# Federação de Xadrez do Estado do Rio de Janeiro
A Federação de Xadrez do Estado do Rio de Janeiro (FEXERJ), é a entidade máxima do xadrez no estado do Rio de Janeiro, Brasil. Organiza todos os torneios oficiais no estado, promove o esporte em âmbito regional e apoia iniciativas relacionadas ao xadrez.    A federação responde à Confederação Brasileira de Xadrez (CBX). A federação é constituída pelos clubes de xadrez filiados e ativos na manutenção da prática do xadrez no Estado do Rio de Janeiro.

## História
A Federação de Xadrez do Estado do Rio de Janeiro é uma associação resultante da fusão ocorrida no dia 3 de outubro de 1976 das antigas Federação Fluminense de Xadrez (FFX), fundada em 28 de abril de 1941 e da Federação Metropolitana de Xadrez (FMX), fundada em 31 de maio de 1941. Ficou-se definido então que a FEXERJ tem sede e foro na Capital do Estado do Rio de Janeiro, prazo ilimitado de duração e autônoma, possuindo personalidade jurídica própria, distinta de suas filiadas e dos órgãos hierarquicamente superiores a que esteja direta ou indiretamente filiada ou vinculada, não se estendendo a estas, as obrigações pecuniárias e sociais por ela contraídas, e vice-versa. Tornou-se a representação federativa da Confederação Brasileira de Xadrez (CBX) no estado do Rio de Janeiro, sendo esta associada diretamente à Federação Internacional de Xadrez (FIDE).